# Soyouz T-12
Soyouz T-12 est une mission spatiale soviétique.

## Équipage
- Vladimir Djanibekov (4)
- Svetlana Savitskaïa (2)
- Igor Volk (1)

- Vladimir Vassioutine (0) remplaçant
- Iejaterina Ivanova (0) remplaçant
- Viktor Savinykh (1) remplaçant

## Paramètres de la mission
- Masse   : 6850 kg
- Périgée : 192 km
- Apogée  : 218 km
- Inclinaison : 51,6°
- Période :  88,6 minutes